# 서주
서주(西周, 기원전 1046년~기원전 771년)는 수도를 호경(鎬京)(오늘날 시안西安)에서 낙읍(洛邑, 오늘날 뤄양洛陽)으로 옮기기 전의 주나라를 말한다. 주나라의 판도는 상나라보다 대폭 확대되어 황하 일대에 세력을 미쳤다. 또한 서쪽과 남쪽에 자리잡고 있었던 비한족들과 접촉했다.
서주는 기원전 771년 내부 반란과 이에 합세한 견융(犬戎)의 침략으로 멸망하였으며, 이 일을 계기로 주나라 왕실은 유명무실해지고, 산하의 제후들이 사실상의 독립국으로 행세하게 된다.

## 역사

### 문왕, 무왕과 개국
원래 주나라는 상나라의 서부 제후국으로, 황하가 굽어 올라가는 지역인 오르도스 지방에 자리를 잡고 있었다.
상나라의 주왕 시절, 주나라의 문왕은 상의 서쪽 제후들에 대한 총 책임권을 가지고 있던 서백의 지위에 있었다. (그의 이름인 희창(姬昌)을 붙여 '서백 창'이라고 부르기도 한다.) 당시 주왕의 폭정으로 상나라의 인심은 흉흉하였고, 서백 창은 주왕의 측근으로 주왕에게 반역하는 다른 제후들을 여러차례 평정하는 등 공을 세웠다. 부하들은 그를 새로운 왕으로 옹립하려 하였고, 백성들도 그를 따랐으나 서백 창은 끝까지 주왕에 대한 충성을 버리지 않다가 고령으로 죽게 된다.
그러나 서백 창의 태자인 희발(무왕)은 아우인 희단과 현자인 강태공 등과 더불어 주왕에 반역할 뜻을 세우고 비밀리에 군사를 모았다. 즉위 9년, 드디어 반역의 준비가 끝난 희발은 반란의 기치를 높이 들고 아버지인 희창의 위패를 모시고 황하 서쪽으로 동쪽으로 건널 수 있는 나루터인 맹진까지 원정하였다. 강태공은 총사령관이 되어 제후를 소집하였고, 수많은 제후들이 모여 주왕을 무찌를 준비를 하였다.
사기에 의하면, 이때 무왕의 진지에는 두 가지의 길조가 있었다고 한다. 첫째로 맹진을 도하하는 무왕의 배에 상나라를 상징하는 흰 물고기가 날아들어 무왕은 그것을 잡아 제사지냈다. 둘째로 강 상류에서 불길이 일더니 그것이 무왕의 앞에서 빨간 까마귀로 변했다. 빨간색은 주나라의 상징색으로, 이 또한 앞서와 마찬가지로 큰 길조였다. 이러한 길조에도 불구하고, 무왕은 아직 때가 되지 않았다며 제후들을 해산시켰다. 점을 통해 길흉을 따지는 상나라의 전통과 달리 무왕은 길조에도 불구하고 반란의 때가 되지 않았다고 판단, 군대를 물린 것이다.
2년 후, 무왕은 다시 문왕의 위패와 함께 주왕에 대한 2차 반란을 일으켰다. 무왕의 군대는 은허의 남쪽인 목야에 도착했고, 주왕도 마지막 여력을 짜내어 토벌군을 파견하였다. 이때 주나라의 진영에 있던 점쟁이가 갑골로 점을 쳤는데, 이번에는 저번과 반대로 큰 흉조가 나타났다. 이때 강태공은 이를 무시하고 길흉의 점과 상관없이 전투에서 이기면 된다고 주장해, 무왕의 원정은 계속되었다.
목야에서 무왕은 상나라 병사들을 향한 선전포고문을 발표했는데, 달기의 말만 듣고 정사를 멀리하는 주왕을 탓하고, 하늘이 뜻이 자신에게 있음을 밝혔다. 이에 상군의 많은 수가 흔들렸으며, 결국 목야의 싸움은 주나라의 대승으로 끝난다.
전투에서 패한 상의 주왕은 자살했으며, 은허에 입성한 주의 무왕은 주왕의 시체에 활을 세 번 쏘고 검으로 벤 후 효수하여 하얀 깃발 위에 높이 내걸었다. 이어 후궁으로 들어가 달기를 비롯한 주왕의 후비들을 벤 후, 이 역시 상나라를 상징하는 하얀 깃발 위에 걸었다. 장엄한 입성식이 끝난 후, 무왕은 주나라의 개국을 선언하였으며, 강태공, 주공 단 등의 공신들을 포상하여 강태공은 제나라, 주공 단은 노나라에 봉했다. 주왕의 태자인 녹보에게도 온정을 베풀어 작은 땅을 다스리게 하였으며, 삼황오제 및 하나라의 후손들도 작은 영지에 봉하였다.
당시 주나라는 상나라를 멸망시켰지만, 녹보에게 상나라 유민들을 맡기고 무왕의 동생들에게 녹보의 감시와 보좌를 맡기며 상나라 사람들의 거주지를 서너 구획으로 나누었을 뿐 아직까지는 나중에 나타나는 사민정책까지는 실시하지 못했다.

### 삼감의 난과 상민의 이주
주나라 개국한 무왕은 오래 살지 못하고 일찍 죽는다. 개국공신이자 무왕의 동생인 주공 단이 무왕의 아들인 성왕을 보좌하여 국정을 이끈다. 왕조 초기에 어린 왕이 등장함으로써 옛 상나라 잔존 세력은 부활을 노렸고, 또 섭정을 맡은 주공을 형제들이 모함하며 집권세력 사이 불화가 나타났다.
이런 상황에서 상나라 주왕의 태자였던 무경 녹보가 자신의 감시자이자 무왕의 형제인 관숙 선, 채숙 도 등과 함께 반란을 일으켰다. 이게 삼감의 난이다. 주공 단은 연나라의 시조이자 일가였던 소공 석과 연합하여 토벌군을 파견했다. 개국 공신인 강태공이 이를 이끌었으며, 녹보의 반란은 3년 만에 진압되었다. 녹보와 관숙 선은 주살되었으며, 기타 녹보의 협력자 모두 쫓겨났다. 또 토벌군은 녹보의 반란에 동조한 회이와 서융까지 정벌했다(주공의 동정).
하지만 주공 단은 상나라의 제사는 유지되길 원하여 녹보의 숙부인 미자계를 송나라에 봉했으며, 상나라의 유신들을 송나라에 모여 살게 하였다. 이것은 주나라에서 상나라 유민들을 원주지에 남기고 감시자를 파견한 종래의 정책을 바꾸어 상나라 유민들에 대한 사민정책을 행했음을 보여준다. 기존의 상나라 유민 일부를 송나라로 옮긴 것 외에도, 노나라에는 은민(殷民)을 여섯 족으로 나누어 수여하고, 옛 상나라의 주요지역을 분봉받은 위나라에는 은민을 일곱 족으로 나누어 수여했다. 1973년 발굴된 색씨작(索氏爵) 명문에 나타나는 색(索)을 노나라에 수여되었다는 색씨(索氏)로 본다면, 이 청동기는 노나라에 분배된 은민6족을 실증하는 자료가 된다. 이외에도 서주시대의 청동기들 중 상나라의 양식이 보이는 도상문자가 명문에 남은 청동기의 분포를 분석해 보면, 서로는 간쑤성, 북으로는 랴오닝성까지 나타나 주나라에서 상나라 유민들을 주나라의 통제가 닿는 구역의 각 지역으로 이주시켰음을 짐작할 수 있다. 특히 산시성에서 많이 나왔는데, 이는 상대의 상문화와 주문화의 분계가 시안 근방에 형성된 것을 감안하면 주나라에서 상나라 유민 상당수를 주나라의 중심지에 옮긴 것으로 볼 수 있다. 이외에도 허난성에서는 옛 은허가 있던 안양시보다 뤄양시에서 많이 발굴된 것으로 보아, 주공이 동정을 끝내고 은민을 낙읍으로 이주시켰다는 기록을 뒷받침해주고 있다.
주공 단이 성왕을 대리하여 통치한 지 7년, 성왕이 성인이 되자 희단은 성왕이 직접 통치하도록 하였다.

### 팽창기
초기의 혼란을 지나 안정기에 접어든 주나라는 본격적인 팽창을 시작하게 된다. 성왕의 손자인 4대 소왕의 시대에는 허난성 지방에 있는 묘족이 공물을 진상하였다. 소왕의 아들인 목왕 때에는 원래 주나라의 기원이었던 서방 지역에 대한 팽창에 집중했다. 목왕은 전설의 서방 군주인 서왕모를 만나고 온 것으로 알려져 있으며, 서왕모를 만나고 돌아오는 길에는 서북쪽의 이민족인 견융을 공격하여 그들의 흰 꿩, 흰 여우, 흰 사슴 등을 잡아 돌아왔다.
그러나 이런 외정의 소득은 그리 크지 않았으며, 이로 인한 지출 때문에 점점 주나라의 재정은 열약해져갔다. 목왕의 손자인 7대 의왕에 대해 사기는 "왕실 드디어 쇠락하여 시인, 풍자하는 시를 짓다."라고 적고 있다. 의왕의 뒤를 이은 자는 숙부인 효왕이었는데, 효왕의 다음은 다시 의왕의 아들인 이왕이 이어 정치적인 혼란을 보여주고 있다.

### 여왕과 공화기
이왕의 아들인 10대 여왕은 이러한 혼란을 극복하고 주나라의 재건에 힘쓰려 했다. 강력한 중앙 통제를 시행하여 재정의 건실화를 추구했으며, 형법을 제정하여 불안한 치안상황을 개선하려 했다. 이에 대해 백성들의 불만이 일게 되자, 여왕은 옛 상나라 출신의 무당을 불러들여 자신을 비방하는 자들을 잡아들이게 했다. 사기는 이런 상황을 보고 "백성들은 감히 말하지 못하며, 도로에서 눈으로 대화한다."고 표현했다.
여왕의 재건정책이 빛을 보기 전에 백성들이 불만이 폭발하여 결국 여왕은 쫓겨나고, 기원전 841년부터 기원전 828년은 '공화기'로 남게 된다. 여왕이 반란군 때문에 도읍을 버리고 도망갔기 때문이다. 여왕이 궁을 도망간 후, 정치는 주공 단과 소공 석의 후손이었던 두 재상이 맡아 다스렸으며, 여왕이 망명지에서 죽은 후, 여왕의 아들이 선왕으로 등극한다.
이 14년간을 '공화'라는 명칭으로 부른 이유에는 여러 가지 설이 있는데, 죽서기년에 따르면, 공나라의 화라는 자가 14년간 왕위를 찬탈했기 때문에 '공화'라고 불렀다 한다. 하지만 여씨춘추 등에 따르면, 여왕의 정치가 가혹했기에, 공화에 대한 백성들의 지지는 높았다고 한다.
이후 이 표현은 왕정에 반대되는 체제를 뜻하는 공화주의라는 표현에 쓰이게 된다.

### 미녀 포사와 천도
여왕의 아들인 선왕이 등극한 후 주나라는 서방 민족과의 대결에 들어간다. 선왕 39년, 티베트 계통의 강족과의 전쟁에서 주나라 군대는 크게 패했다. 선왕은 백성의 호구 조사를 실시하여 전쟁의 패배를 극복하고 국가 재건을 노력했으나, 빛을 보지 못하고 재위 46년 만에 죽었다.
그런데 선왕의 뒤를 이은 유왕은 포사라는 미녀에 빠져 정사를 돌보지 않았다. 유왕에게는 원래 정부인 신씨에게서 낳은 태자가 있었지만, 포사가 온 뒤로는 포사의 아들을 태자로 삼고, 원래 태자를 폐하였다. 포사는 무척 미인이었지만 웃는 일이 없어 유왕은 포사를 웃게 하기 위해 고민했다. 하루는 왕궁에서 실수로 봉화를 올린 일이 있었다. 이민족의 습격을 받은 지 오래 지나지 않은지라 각지의 제후는 서둘러 전쟁 준비를 갖추고 왕궁에 도착했다. 하지만 실수로 봉화가 올려졌다는 것을 깨달은 제후들은 허탈한 표정만 지을 뿐이었다. 그때 포사가 이를 보고 크게 웃었고, 유왕은 그 뒤로도 포사를 웃게 하기 위해 봉화를 몇 번 올리게 된다. 이 때문에 주나라에 대한 제후들의 신뢰가 크게 떨어진다. 이것을 유래로 "천금으로 웃음을 산다"라는 속담이 생겼다.
한편 유왕이 포사만 감싸고 정치를 소홀히하자, 유왕의 정부인 신씨의 친정은 하나라의 후손인 증, 이민족인 서이, 견융과 더불어 왕궁을 습격했다. 유왕은 다급하여 봉화를 올렸으나 봉화를 보고 달려온 제후는 아무도 없었다. 결국 기원전 771년, 유왕은 여산(驪山) 근처에서 반란군에게 죽게 되고, 포사의 아들이자 태자였던 백복도 살해당했다.
견융은 그 뒤 호경에 눌러앉아 약탈을 벌였고, 제후들은 이 사건을 알고 새 왕에게 강한 권력을 행사 할 수 있는 기회를 얻게 된 것을 깨달았다. 그리하여 진, 정 등의 제후국들이 와서 견융을 토벌하고 호경을 되찾았다.
신, 증 등의 제후들은 신씨의 아들이자 원래 태자였던 의구를 옹립하였으니 그가 평왕이다. 그 뒤 평왕은 견융의 침략 위협에 시달리다가 제후들과 BC771년, 낙양으로 천도하니 이로써 서주 시대가 끝나고 동주 시대, 즉 춘추 시대가 시작되었다.

## 평가

### 시경의 평가
시경은 서주의 마지막 군주인 유왕에 대해 다음과 같은 평가를 내리고 있다.
백성들, 토지를 가지면 그대 그것을 빼앗고,

백성들 노예를 가지면 그대 그것을 빼앗는다.

죄가 없음에도 그대는 죄 있다 하고,

죄 있을 때 그대는 이를 용서한다.

현명한 남자는 나라를 일으키고

현명한 여자는 나라를 기울게 한다.

아아 그 여자 올빼미가 되고 접동새가 된다.

여자가 말 잘하는 것은 재앙의 사다리

재난은 하늘이 내리는 게 아니다.

여자로부터 생긴다.

이는 유왕의 부덕한 정치를 탓하는 동시에, 유왕의 후처였던 포사를 비판하는 내용이다. 이 시에서 포사는 올빼미나 접동새처럼 목소리가 나쁜 새로 비유되었다.

## 같이 보기
- 서주의 역대 군주
- 백이숙제

## 참고 자료
- 진순신, 《이야기 중국사 1》, 시대정신, 1992[쪽 번호 필요]